# Saison 1 de Haters Back Off
Chronologie
Saison 2
Cet article présente le guide des épisodes de la première saison de la série télévisée américaine Haters Back Off.

## Synopsis
Miranda Sings est une jeune fille originaire de Tacoma dans l'État de Washington et qui aspire à devenir une célébrité et plus précisément, une star de la chanson. Sa confiance en elle, qui frôle presque l'égocentrisme, l'aide à avancer malgré son manque flagrant de talent. Soutenue par son oncle, Miranda tente de percer et avance d'échec en échec tout en continuant à penser qu'elle est faite pour la gloire et la célébrité.

## Généralités
- Aux États-Unis, la saison a été diffusée intégralement le 14 octobre 2016 sur Netflix.
- Dans tous les pays francophones, la saison a également été diffusée le 14 octobre 2016 en version originale et en version française sur Netflix.

## Distribution

### Acteurs principaux
- Colleen Ballinger (VF : Zina Khakhoulia) : Miranda Sings
- Steve Little (VF : Thierry Gondet) : Oncle Jim
- Angela Kinsey (VF : Patricia Piazza Georget) : Bethany
- Francesca Reale (VF : Camille Donda) : Emily
- Erik Stocklin (VF : Benjamin Bollen) : Patrick Mooney

### Acteurs récurrents
- Chaz Lamar Shepherd (en) (VF : Rody Benghezala) : Keith
- Dylan Playfair (VF : Pascal Grull) : Owen
- Harvey Guillén : Harvey
- Lindsay Navarro (VF : Eva Saez) : Kleigh
- Rachel Gillis : April

### Invités spéciaux
- Ben Stiller (VF : Maurice Decoster) : lui-même (épisode 3)

## Épisodes

### Épisode 1:Ma première vidéo sur le ouèbe
- : 14 octobre 2016 sur Netflix

- David Milchard : Phil
- Fulvio Cecere : le directeur du magasin de poisson
- Jessica McLeod : Chrissy
- Eric Bempong : le lycéen

### Épisode 2:Tout le monde en cœur
- : 14 octobre 2016 sur Netflix

- Norman Misura : le collectionneur

### Épisode 3:Netwerking à la maison de retraite
- : 14 octobre 2016 sur Netflix

- Ben Stiller (VF : Maurice Decoster) : lui-même (invité spécial)
- Barbara Wallace : Tante Moira
- Candus Churchill : Carla
- Glenn Beck : Bob Hamburg
- Tanya Champoux : l'infirmière
- Brenda Matthews : la dame à l'enterrement
- Forbes Angus : le pasteur

### Épisode 4:Road Trip avec mon oncle
- : 14 octobre 2016 sur Netflix

- Michael P. Northey : Hank
- Jeff Todd : Clerk
- Trevor Carrol : le policier
- Kory Desoto : le drag queen

### Épisode 5:Future star à Brodouais
- : 14 octobre 2016 sur Netflix

- Dean Paul Gibson : Roderick
- Patti Allan : Connie
- Havana Guppy : Jessica
- Mel Tuck : le vieil acteur
- Dan Joffre : le plombier

### Épisode 6:Moi, magichienne
- : 14 octobre 2016 sur Netflix

### Épisode 7:En-tête de la parade
- : 14 octobre 2016 sur Netflix

### Épisode 8:Chuis célèbre
- : 14 octobre 2016 sur Netflix